# عمرو يوسف
عمرو نبيل رشاد يوسف (مواليد 23 ديسمبر 1980) هو ممثل مصري. بداياته كانت في مجال الإعلانات التجارية، ثم عمل كمقدم تلفزيوني، قبل أن ينتقل إلى التمثيل من خلال مشاركته في عدد من الأفلام والمسلسلات، كان أولها مسلسل الدالي عام 2007، وبعد أن لفت الأنظار بأدائه في عدد من الأعمال، أصبح من الوجوه البارزة على الساحة، وأسندت إليه أدوار البطولة في مسلسلات مثل ظرف أسود، وجراند أوتيل، وطايع.

## النشأة
وُلد عمرو نبيل رشاد يوسف في 23 ديسمبر 1980 بالعاصمة المصرية القاهرة. درس القانون في كلية الحقوق جامعة القاهرة وحصل علي ليسانس حقوق إنجليزي.[بحاجة لمصدر]

## مشواره الفني
بدأ مشواره الفني من خلال الإعلانات عام 2002، وعمل بعدها كمذيع في قناة روتانا سينما عام 2005. ثم بدأ مشواره بالتمثيل عام 2007، حين اختاره المنتج محمد فوزي للقيام بدور الصحفي أدهم فارس في مسلسل الدالي مع النجم نور الشريف. وتوالت أدواره التليفزيونية، إلى أن بدأ مشواره بالسينما من خلال فيلم مقلب حرامية (2009)، وبعده شارك في بطولة فيلم نور عيني (2010).
توالت أدواره المهمة منذ مشاركته في مسلسل المواطن إكس (2011) بدور كريم جورج الذي كان نقطة تحول في مشواره الفني، وبنفس العام شارك في بطولة فيلم واحد صحيح (2011)، ثم قدم دوراً في الدراما الرمضانية من خلال مسلسل نيران صديقة (2013). وبعدها بعامين، يجسد أهم أدواره السينمائية من خلال شخصية ربيع في فيلم ولاد رزق (2015). ثم تتابعت أدواره بالسينما في عام 2016 ليشارك ببطولة 3 أفلام؛ هم هيبتا: المحاضرة الأخيرة، كدبة كل يوم، والثمن.
قدم مسلسله جراند أوتيل في رمضان 2016، ليحقق نجاحاً كبيرًغ ويفوز بجائزة أفضل ممثل عربي من حفل توزيع جوائز موريكس دور في لبنان، كما كان أول مسلسل مصري تعرضه منصة المشاهدة حسب الطلب نتفليكس. ويعقبه عمرو بنجاح أكبر في رمضان 2018، من خلال مسلسله طايع الذي فاز عنه بعديد من الجوائز، أبرزها جائزة أفضل ممثل عربي عن عمل درامي من مهرجان المركز الكاثوليكي المصري للسينما، جائزة التميز الدرامي من مهرجان دير جيست، بالإضافة لتكريمه في حفل توزيع جوائز النيل للدراما. ثم يعود لتجسيد شخصية ربيع في ولاد رزق 2، ليحقق الفيلم نجاحاً جماهيرياً كبيراً ويتخطى حاجز الـ 100 مليون جنيه، ويفوز عنه عمرو بجائزة التميز في مهرجان دير جيست.
شارك مؤخراً ببطولته لحكاية الناحية التانية في مسلسل نمرة اتنين، ومن المنتظر عرض مسلسله التاريخ الملك عن حرب أحمس والهكسوس خلال الموسم الرمضاني 2021.

## أعماله

### الأفلام
| السنة | الفيلم                 | الدور                        | المخرج        |
| ----- | ---------------------- | ---------------------------- | ------------- |
| 2025  | درويش                  | درويش                        | وليد الحلفاوي |
| 2024  | شقو                    |                              | احمد السبكي   |
| 2024  | ولاد رزق 3             | ربيع رزق                     | طارق العريان  |
| 2019  | ولاد رزق 2             | ربيع رزق                     | طارق العريان  |
| 2018  | سري للغاية             |                              | محمد سامي     |
| 2016  | هيبتا                  | يوسف                         | هادي الباجوري |
| 2016  | كدبة كل يوم            | هشام                         | خالد الحلفاوي |
| 2016  | الثمن                  | مجدي صبري                    | هشام عيسوي    |
| 2015  | ولاد رزق               | ربيع رزق                     | طارق العريان  |
| 2014  | الحرب العالمية الثالثة | صلاح الدين الأيوبي - ضيف شرف | أحمد الجندي   |
| 2012  | برتيتا                 | خالد / اشرف                  | شريف مندور    |
| 2012  | رد فعل                 | الضابط حسن                   | حسام الجوهري  |
| 2011  | واحد صحيح              | فادي                         | هادي الباجوري |
| 2010  | نور عيني               | طارق                         | وائل إحسان    |
| 2009  | مقلب حرامية            | علي مللي                     | سميح النقاش   |
| 2006  | على الهوا              | مقدم البرنامج                | إيهاب لمعي    |

### المسلسلات
| السنة | المسلسل                       | الدور                    | ملاحظات              |        |
| 2022  | وعد ابليس                     | ابراهيم                  |                      |        |
| ----- | ----------------------------- | ------------------------ | -------------------- | ------ |
| 2021  | 2020                          | نمرة اتنين               | شريف                 | حلقة 1 |
| 2018  | طايع                          | طايع                     |                      |        |
| 2017  | توم وشيري                     | تامر (توم)               | إذاعي                |        |
| 2017  | عشم إبليس                     | دكتور مروان سالم         |                      |        |
| 2016  | جراند أوتيل                   | علي / فؤاد / أحمد        |                      |        |
| 2015  | ظرف أسود                      | يوسف                     |                      |        |
| 2015  | إستيفا                        | المحقق عمرو (حلقة 9 و10) |                      |        |
| 2014  | عد تنازلي                     | سليم فواز                |                      |        |
| 2013  | زين                           |                          | ضيف شرف              |        |
| 2013  | نيران صديقة                   | طارق يحيى                |                      |        |
| 2012  | المنتقم                       | عمر فؤاد الزيني          |                      |        |
| 2012  | طرف ثالث                      | يوسف                     |                      |        |
| 2011  | المواطن x                     | كريم جورج                |                      |        |
| 2011  | الدالي 3                      | أدهم                     |                      |        |
| 2011  | راجل و ست ستات (الجزء الثامن) |                          | ضيف شرف              |        |
| 2011  | نونة المأذونة                 | وليد                     | ضيف شرف في الحلقة 26 |        |
| 2010  | القطة العمياء                 | ياسر                     |                      |        |
| 2010  | عايزة أتجوز                   | حمادة                    | ضيف شرف              |        |
| 2008  | لحظات حرجة 2                  | طارق                     |                      |        |
| 2009  | هانم بنت باشا                 | صادق                     |                      |        |
| 2008  | ناصر                          | الظابط حسين الشافعي      | ضيف شرف الحلقة 16    |        |
| 2008  | الدالي 2                      | أدهم فارس                |                      |        |
| 2007  | الدالي 1                      | أدهم فارس                |                      |        |

## الجوائز
- (4 جوائز) للتميز الدرامي في مهرجان ديير جيست عن مسلسلات عد تنازلي، ظرف أسود، طايع، وفيلم ولاد رزق 2 (عودة أسود الأرض).[12][13]
- جائزة أحسن ممثل عربي من حفل توزيع جوائز موريكس دور في لبنان (الدورة 17) عن مسلسل جراند أوتيل.[14]
- جائزة أفضل ممثل عربي عن عمل درامي من مهرجان المركز الكاثوليكي المصري للسينما عن مسلسل طايع.[15]
- جائزة كأس إنرجي (NRJ Egypt) للدراما لأفضل ممثل عن مسلسل طايع.[16]
- جائزة تكريمه في حفل توزيع جوائز النيل للدراما عام 2018.[17]

## وصلات خارجية
- عمرو يوسف على موقع IMDb (الإنجليزية)
- عمرو يوسف على موقع قاعدة بيانات الأفلام العربية
- عمرو يوسف على موقع قاعدة بيانات الفيلم (الإنجليزية)